# Sabena
Sabena NV (Frans: Société Anonyme Belge d'Exploitation de la Navigation Aérienne; Nederlands: Belgische Naamloze Vennootschap tot Exploitatie van het Luchtverkeer) was van 1923 tot november 2001 de nationale luchtvaartmaatschappij van België. Sabena had haar hoofdkantoor in het Sabena house op Brussels Airport. Dit gebouw is later hernoemd tot 'b.house' en werd het hoofdkwartier van Brussels Airlines.

## Geschiedenis

### Begin van de Belgische luchtvaart, 1919 tot 1923
Op 31 maart 1919 richtte Georges Nélis met de steun van koning Albert I van België en de familie Devriendt de SNETA (Syndicat National d'Étude des Transports Aériens) op. De SNETA diende om de mogelijkheden te onderzoeken om de commerciële luchtvaart in België op te starten.

### Het vooroorlogse Sabena, 1919 tot 1939
Op 23 mei 1923 werd Sabena door de Belgische Staat opgericht om de SNETA over te nemen. Sabena nam de vloot van SNETA over, die bestond uit vier De Havilland DH.9, drie Rumpler C.IV, een De Havilland DH.4, vier Blériot-SPAD S.33, een Ansaldo A.300C en een Farman F.60 Goliath.
De eerste vlucht van Sabena werd al op 23 mei 1923 uitgevoerd, het ging om een vrachtvlucht tussen Haren (Brussel) en het Britse Lympne met een tussenlanding in Oostende, uitgevoerd met een De Havilland DH.9.
De eerste betalende vlucht uitgevoerd door Sabena was van Rotterdam naar Straatsburg via Brussel op 1 april 1924. Frequente vluchten naar Amsterdam en Bazel via Straatsburg werden uitgevoerd vanaf 1923 met verdere routes naar Londen, Bremen en Kopenhagen in 1924.
In 1935, na verschillende proefvluchten, werd een vaste route naar Belgisch-Congo gestart. Sabena voerde ook binnenlandse vluchten binnen Congo uit. Tijdens de Tweede Wereldoorlog werden alle vluchten vanuit België stopgezet maar Sabena bleef wel actief in Belgisch-Congo.

### Sabena na de Tweede Wereldoorlog

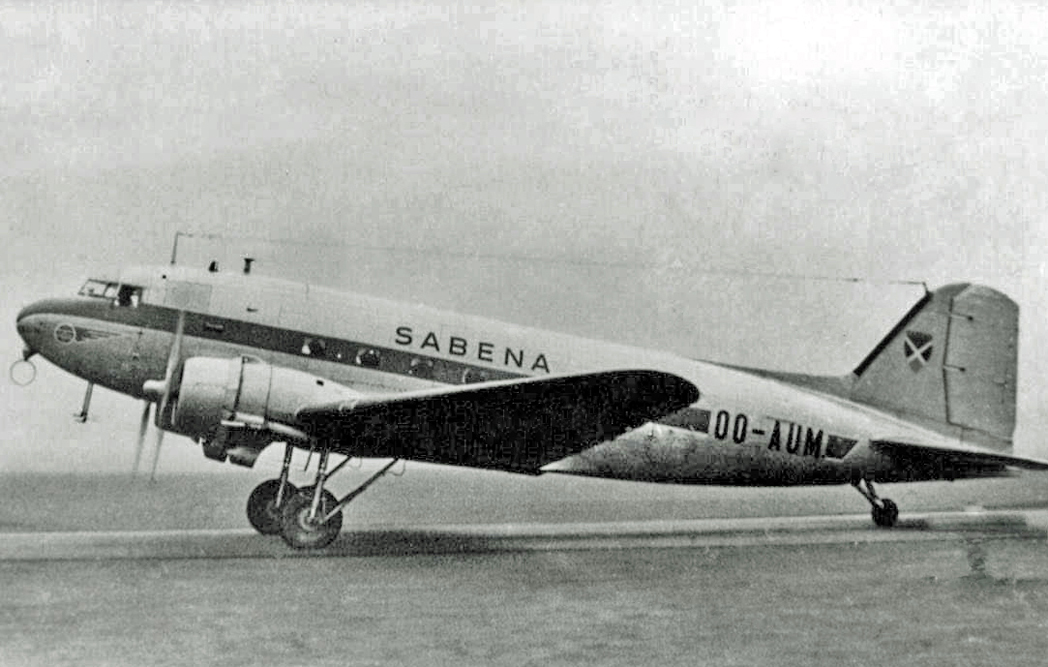
Een Douglas DC-3 van Sabena op Manchester Airport in 1949

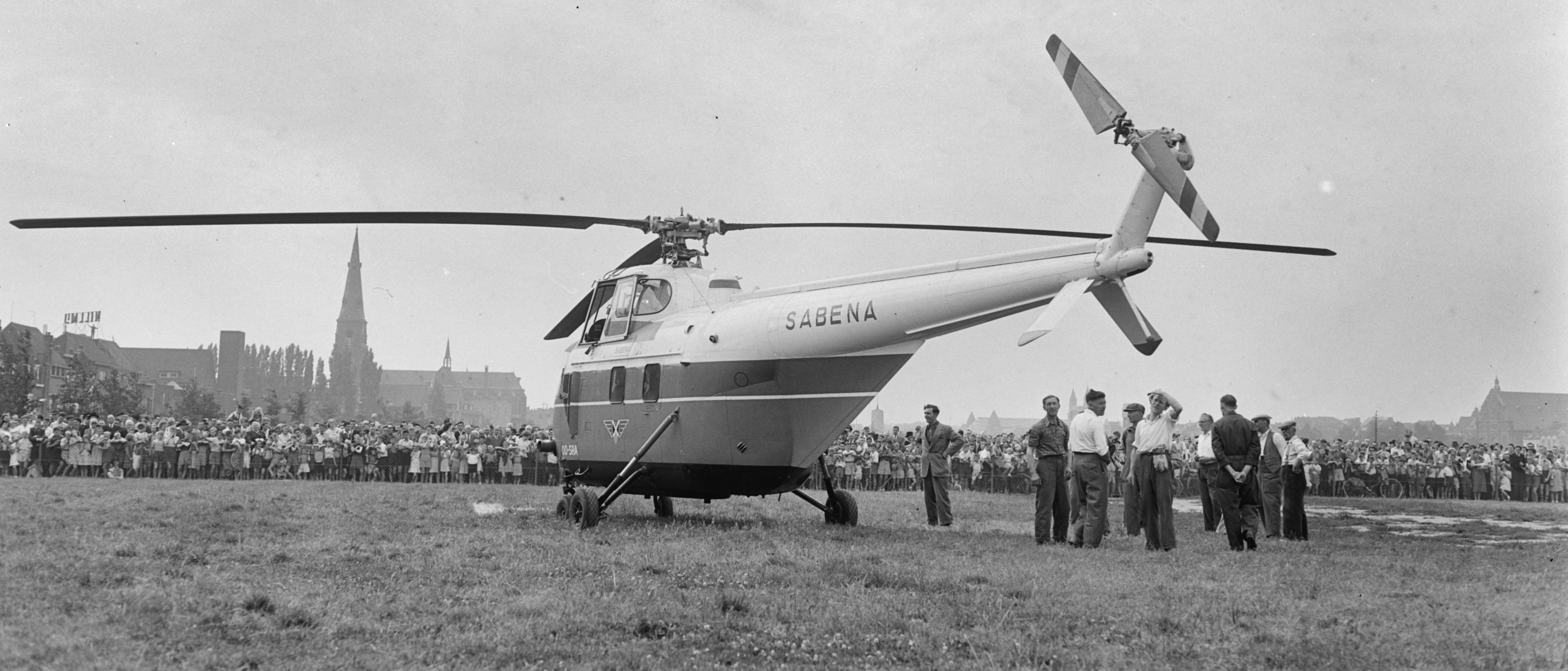
Een Sikorsky S-55 helikopter van Sabena op de Heliport (Maastricht) in 1953

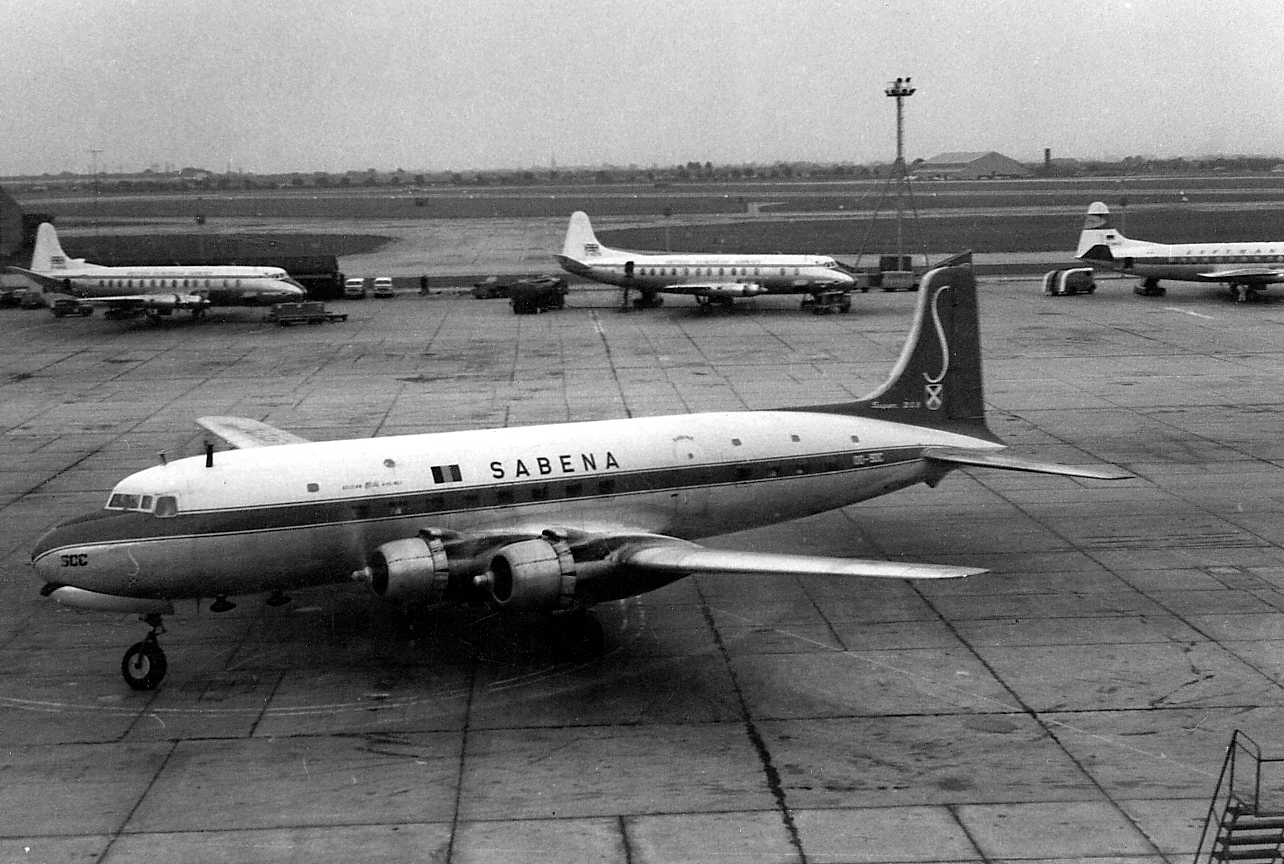
Sabena Douglas DC-6 op Heathrow in 1960

In 1946, na de Tweede Wereldoorlog, bestond de vloot van Sabena uit Douglas DC-3-toestellen. Sabena hervatte zijn vluchten onder de naam Sabena- Belgian World Airlines. Op 4 juni 1947 begon Sabena haar eerste trans-Atlantische route tussen Brussel en New York, waarop de Douglas DC-4 werd ingezet. De vluchten waren eerder een jaar als test uitgeprobeerd, waarbij een toestel verongelukte, het vliegtuigongeluk bij Gander Airport op 18 september 1946. Deze vliegtuigen werden al snel door de DC-6B vervangen. Deze twee types hernamen in hetzelfde jaar ook de historische routes naar Belgisch-Congo.
De Convair 240 werd in 1949 geïntroduceerd op de Europese lijndiensten, ter vervanging van de oudere DC-3s die alle Europese diensten verzorgden.
In 1949 nam Sabena de in 1946 opgerichte concurrent Sobelair (Société Belge des Transports Aériens) over. Onder de vleugels van Sabena ontwikkelde Sobelair zich tot een chartermaatschappij.
In 1956 begon de Convair 440 Metropolitan de Convair 240 te vervangen, en werden tot in de jaren zestig gebruikt op Europese regionale routes.
In 1957 werd de Douglas DC-7C Seven Seas voor het eerst gebruikt op langeafstandsvluchten. Maar dit vliegtuig werd al na drie jaar achterhaald door de komst van de eerste straalvliegtuigen.

### De komst van de eerste straalvliegtuigen
De maatschappij ontwikkelde zichzelf tot een trendsetter in de luchtvaart. Door haar vernieuwend beleid schafte Sabena zich steeds het modernste materiaal aan, tegen elke prijs. Daarmee trok ze ook de aandacht van de vliegtuigconstructeurs. Zo nam Sabena als eerste Europese maatschappij de Douglas DC-6 in dienst, en later in de gouden jaren 60, was ze opnieuw trendsetter op Europees vlak met bestelling van in totaal twintig Boeing 707-320 vliegtuigen in januari 1956, die in 1960 in dienst zouden verschijnen op de vluchten naar New York.
Sud-Est SE-210 Caravelle VI-jets werden in gebruik genomen op middellange-afstandsvluchten in Europa vanaf februari 1961, samen met de Convair 440s, tot de vroege jaren zeventig.

### Evacuatie uit Congo
In die periode braken er ook verschillende opstanden uit in de Democratische Republiek van Congo-Kinshasa, het vroegere Belgisch-Congo dat in 1960 onafhankelijk werd. Duizenden Belgen sloegen op de vlucht of werden gedwongen het land te verlaten door rellen gericht tegen de Belgische kolonialen.
Het was de taak van Sabena alle Belgische vluchtelingen te evacueren naar België.
De onafhankelijkheid van Congo betekende ook het einde van het uitgebreide netwerk van routes en vliegvelden van Sabena in de oude kolonie.

### Jaren 1970
Sabena kocht twee eerstegeneratie Jumbojets, De Boeing 747-100, en zette deze in 1971 in voor de trans-Atlantische prestigevluchten, naar New York en Chicago, samen met de Boeing 707-320C.
In 1973 werden de oudere Boeings 727 vervangen door de Boeing 737-200 op het Europese netwerk. De Douglas DC-10-30 werd in 1974 in gebruik genomen, in totaal zou Sabena vijf van deze toestellen aankopen.
Sabena heeft vanaf 1955 sinds de opening van de spoorlijn 36C naar de luchthaven, in samenwerking met de NMBS een eigen treindienst gehad. Eerst met dieseltreinstellen en vanaf 1971 met elektrische treinstellen na de elektrificatie van de luchthavenlijn. De zes treinstellen waren specifiek gebouwd voor de verbinding, hadden brede stoelen, veel bagageruimte en reden met de Sabena-kleuren. NMBS-vervoersbewijzen waren niet geldig op deze treinen. In het station Brussel-Centraal had Sabena zijn eigen kopspoor en terminal met eigen ingang langs het Sabena-kantoor, de Sabena Air Terminus. In de jaren negentig is de treindienst overgenomen door de NMBS.

### Sabena in de problemen, jaren 1980 tot 2001

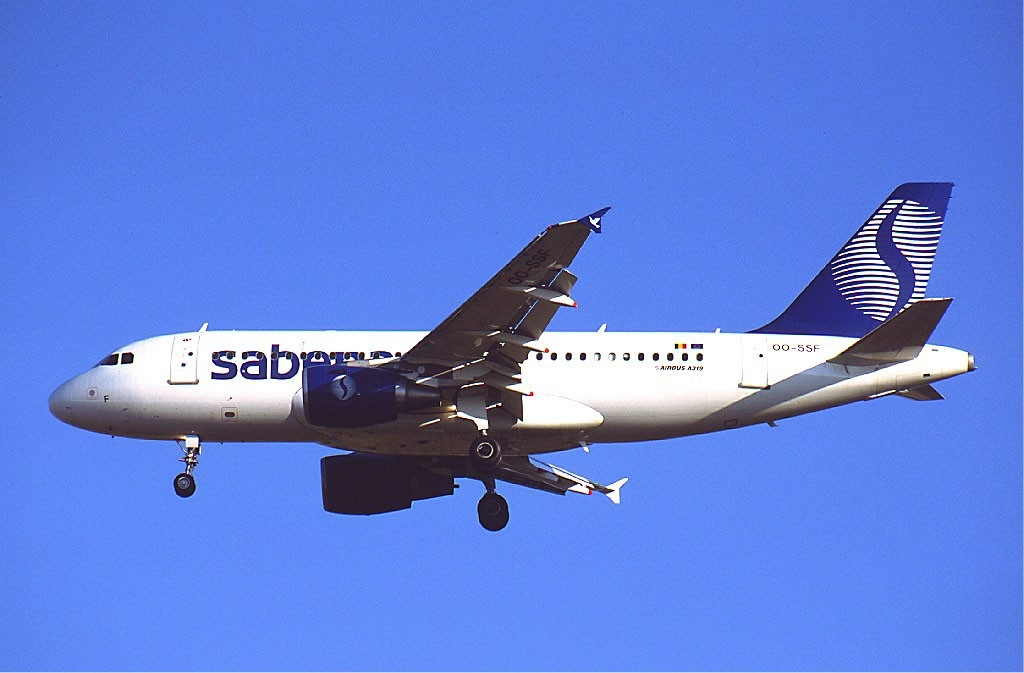
Een Airbus A319 van Sabena in 2000

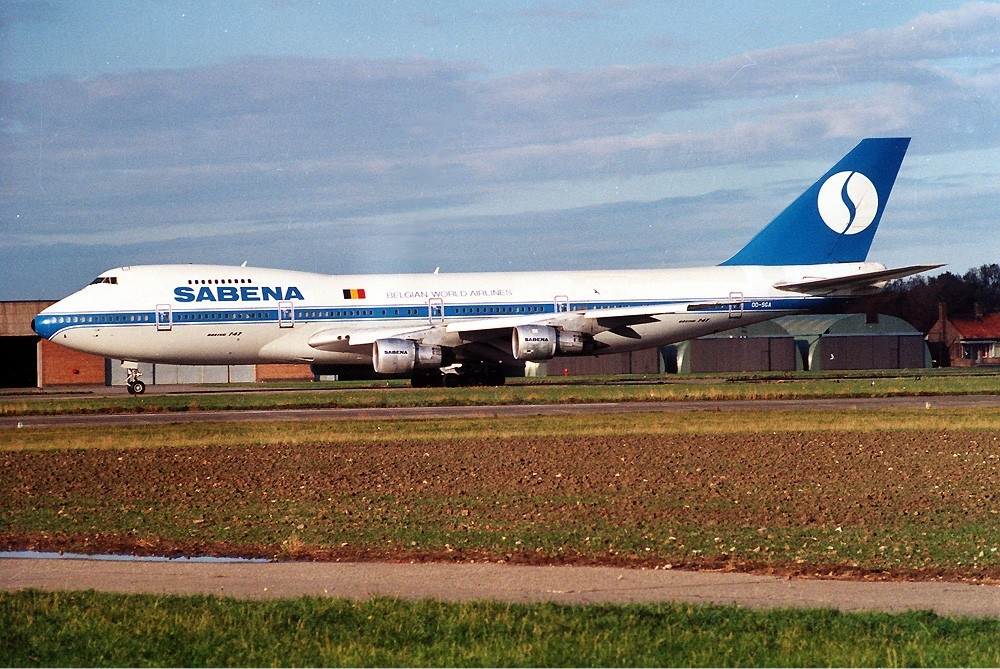
Een Boeing 747-100 van Sabena

Aan het eind van de jaren tachtig kwam Sabena in financiële moeilijkheden. Steeds vaker kwam men tot het besef dat de maatschappij een te kleine thuisbasis had. Een partner zou een noodzakelijke voorwaarde zijn voor het voortbestaan van Sabena. In deze context gingen Scandinavian Airlines en Sabena fusiegesprekken aan. Het resultaat was veelbelovend. Brussel zou samen met Kopenhagen een belangrijke pijler vormen voor de nieuwe luchtvaartgroep. Waar Sabena een stevige Afrika-expertise had, had SAS een comparatief voordeel in trans-Atlantische vluchten. Door het gebrek aan interessante landingsrechten in de VS had Sabena haar netwerk goedkoop kunnen uitbreiden met een dergelijke fusie. Helaas voor Sabena blokkeerde de belangrijkste aandeelhouder, de Belgische staat, de deal.
Na deze mislukking trachtte men nog met Air France en KLM te fuseren. Ook deze pogingen draaiden op niets uit. Sabena kwam echter in het vizier van de Zwitserse carrier Swissair. In mei 1995 werd 49,5% van de aandelen verkocht aan Swissair om het bedrijf er weer financieel boven op te helpen. Na een korte opleving verslechterde de situatie weer. Na de aanslagen van 11 september 2001 stortte de luchtvaartbranche in en als gevolg hiervan werd op 7 november 2001 Sabena failliet verklaard. Sabena is tot op heden het grootste faillissement dat de Belgische geschiedenis ooit gekend heeft. Vlucht SN 690 uit Cotonou en Abidjan uitgevoerd door een Airbus A340-300 (OO-SCZ) was de laatste Sabena-vlucht die in Zaventem landde.

### Na Sabena
De winstgevende Sabenadochter DAT werd overgenomen door de SN Air Holding en werd omgedoopt in SN Brussels Airlines. Deze maatschappij behield het S-vormige logo van Sabena. In 2005 werd SN Air Holding ook de eigenaar van Virgin Express waarna de twee luchtvaartmaatschappijen in 2006 fuseerden tot het huidige Brussels Airlines. Met de komst van Brussels Airlines verdween het S-vormige logo.
Op 19 januari 2004 is Sabenadochter en chartermaatschappij Sobelair failliet verklaard. Haar vluchten voor Jetair werden overgenomen door TUI Airlines Belgium.
Op 6 november 2001 begint een onderzoek naar de oorzaak van het faillissement van Sabena met een aantal huiszoekingen op het hoofdkantoor van Sabena. Swissair wordt verweten dat het Sabena heeft 'leeggezogen'. Zo dwong het Sabena, terwijl het er financieel heel slecht voorstond, een compleet nieuwe vloot Airbustoestellen aan te schaffen. Christian Van Buggenhout, de curator van Sabena, eist 1,9 miljard euro terug van de nog bestaande Swissair-bedrijven. Daarnaast nam Swissair Sabena ook een belangrijk comparatief voordeel af. Sabena was reeds lange tijd een trouwe Boeing klant. De technische dienst van Sabena had in de loop der tijd een stevige expertise opgebouwd bij het onderhoud van Boeing-vliegtuigen. Andere, vooral kleine, maatschappijen lieten zo hun vloot onderhouden bij Sabena technics, wat een lucratieve zaak voor Sabena was. Doordat Swissair echter een uniforme Airbus vloot wenste, werd ook Sabena naar Airbus getrokken. Dit zorgde echter voor een dure omscholing van de piloten en technisch personeel. Bovendien zou het onderhoud van de Sabena-Airbussen vooral in Zwitersland gebeuren.
Het pilotenopleidingscentrum van Sabena, Sabena Flight Academy is in 2004 weer opgestart. In 2009 werd SFA opgekocht door CAE Inc. Het opleidingscentrum werd onderdeel van de CAE Global Academy. De naam Sabena Flight Academy werd echter wel behouden. In 2012 heeft CAE Oxford Aviation Academy overgenomen. De naam Sabena Flight Academy verdween en het opleidingscentrum heet nu CAE Oxford Aviation Academy Brussels.
De technische en onderhoudsafdeling van Sabena werd in 2005 overgenomen door het Franse TAT Industries. In 2006 wordt Sabena Technics de internationale merknaam van de onderhoudswerkzaamheden van de TAT group. In 2014 gaat Sabena Technics via een management buy-out zelfstandig verder en verandert het zijn naam in Sabena Aerospace. In 2020 koopt Sabena Aerospace samen met FPIM het eveneens Belgische SABCA over van Dassault.

## Vloot (in 2001)
| Type                    | Aantal |
| ----------------------- | ------ |
| Airbus A319-100         | 15     |
| Airbus A320-200         | 6      |
| Airbus A321-200         | 3      |
| Airbus A330-200         | 6      |
| Airbus A330-300         | 4      |
| Airbus A340-200         | 2      |
| Airbus A340-300         | 3      |
| Boeing 737-300          | 6      |
| Boeing 737-500          | 5      |
| McDonnell Douglas MD-11 | 2      |
| Totaal                  | 52     |

## Bestemmingen

### Afrika
Abidjan, Algiers, Banjul, Bamako, Brazzaville, Bujumbura, Caïro, Casablanca, Conakry, Cotonou, Dakar, Dar es Salaam, Douala, Entebbe, Freetown, Johannesburg, Kano, Kigali, Kilimanjaro, Kinshasa, Lagos, Libreville, Lomé, Luanda, Lusaka, Monrovia, Nairobi, Niamey, Nouakchott, Ouagadougou, Sal, Tripoli, Tunis, Yaoundé

### Azië
Ankara, Bangkok, Beiroet, Madras, Jakarta, Djedda, Kuala Lumpur, Manilla, Bombay, Singapore, Teheran, Tel Aviv, Tokio-Narita

### Europa
Ajaccio, Amsterdam, Athene, Barcelona, Bazel, Belfast, Berlijn-Tempelhof, Bilbao, Birmingham, Bordeaux, Bologna, Bremen, Bristol, Boekarest, Boedapest, Catania, Dublin, Düsseldorf, Edinburgh, Faro, Florence, Frankfurt, Genève, Glasgow, Hamburg, Hannover, Helsinki, Istanboel, Kopenhagen, Leeds-Bradford, Lissabon, Ljubljana, Luxemburg, Londen-City, Londen-Gatwick, Londen-Heathrow, Madrid, Manchester, Málaga, Milaan-Linate, Milaan-Malpensa, Moskou, München, Nantes, Napels, Newcastle, Nice, Nürnberg, Oslo-Gardermoen, Parijs-Charles de Gaulle, Parijs-Orly, Palma de Mallorca, Porto, Praag, Rome, Sint-Petersburg, Sevilla, Sheffield, Sofia, Stockholm-Arlanda, Straatsburg, Stuttgart, Turijn, Valencia, Venetië-Marco Polo, Verona, Warschau, Wenen, Zurich

### Noord-Amerika
Anchorage, Atlanta, Boston, Chicago-O'Hare, Cincinnati/Northern Kentucky, Dallas-Fort Worth, Detroit Metropolitan, Toronto-Pearson, Mexico City, Montréal-Trudeau, Montréal-Mirabel, New York-JFK, Newark, Washington-Dulles

### Latijns-Amerika
Buenos Aires, Montevideo, São Paulo, Santiago de Chile, Guatemala-City, Nassau

## Incidenten en ongevallen
- Op 16 november 1937 stortte nabij Oostende Sabena-vlucht OO-AUB, van Keulen naar Londen, neer. Alle elf inzittenden kwamen om het leven.
- Op 18 september 1946 vielen er 27 doden en 17 gewonden door een vliegtuigongeluk nabij het Canadese Gander. De Douglas DC-4 was op weg van Brussel naar New York.
- Op 12 mei 1948 stortte een Douglas DC-4 neer kort voor de tussenlanding tussenlanding in Libenge, als gevolg van snel verslechterende meteorologische omstandigheden. Van de 32 inzittenden kwamen 31 om het leven.[3]
- Op 13 februari 1955 stortte Sabena-vlucht 503, een Douglas DC-6, van Brussel naar Leopoldstad via Rome en Kano, neer. Alle 29 inzittenden kwamen om het leven.
- Op 18 mei 1958 stortte een Douglas DC-7C neer tijdens een noodlanding nabij de luchthaven van Casablanca. Van de 65 inzittenden kwamen er 61 om het leven. Het toestel was onderweg van Brussel via Lissabon naar Leopoldstad.
- Op 15 februari 1961 stortte in de gemeente Berg nabij Kampenhout een Boeing 707 van de Sabena-vlucht 548, van New York naar Brussel, neer. Met 73 dodelijke slachtoffers was deze crash het grootste vliegtuigongeval in België.
- Op 13 juli 1968 stortte nabij de luchthaven van Lagos Sabena-vlucht 712 neer. Dit betrof een vrachtvlucht van Zaventem naar Lagos met 35 ton wapens bestemd voor het Nigeriaans leger aan boord. Bij deze 'verzwegen crash' kwamen alle zeven inzittenden om het leven.
- Op 8 mei 1972 werd Sabena-vlucht 571, van Brussel via Wenen naar Tel Aviv met 101 inzittenden, gekaapt door Zwarte September-terroristen. Twee van de vier kapers en één passagier kwamen om bij de militaire bevrijdingsoperatie op de luchthaven van Tel Aviv.
- Op 4 december 2000 werd Sabena-vlucht 877 tijdens de tussenlanding in Bujumbura beschoten door rebellen. Het vliegtuig raakte beschadigd door 18 kogelinslagen door mitrailleurvuur. Bij de aanslag vielen slechts 2 gewonden. Het vredesproces in de regio werd hierdoor ernstig verstoord.